# Liste der denkmalgeschützten Objekte in Gunskirchen
Die Liste der denkmalgeschützten Objekte in Gunskirchen enthält die 6 denkmalgeschützten, unbeweglichen Objekte der Gemeinde Gunskirchen in Oberösterreich (Bezirk Wels-Land).

## Denkmäler
| Foto |                 | Denkmal                                                                                                 | Standort                                   | Beschreibung | Metadaten |
| ---- | --------------- | --- | ------------------------------------------ | --- | --- |
| ja   | Datei hochladen | Wallfahrtskirche/Filialkirche Mariae Himmelfahrt HERIS-ID: 52104 Objekt-ID: 58289                       | neben Fallsbach 2 Standort KG: Fallsbach   | Die Wallfahrtskirche im Ortsteil Fallsbach wurde 1433 erstmals urkundlich erwähnt, wobei die spätgotische Kirche aus einem einschiffigen, vierjochige Langhaus, einem zweijochigen Chor mit 5/8-Schluss und einem westseitigen, viergeschoßigen Eingangsturm besteht. Der neugotische Hochaltar wurde 1893 geweiht.                              | BDA-Hist.: Q38049210 Status: § 2a Stand der BDA-Liste: 2025-06-30 Name: Wallfahrtskirche/Filialkirche Mariae Himmelfahrt GstNr.: .45 Wallfahrtskirche Maria Fallsbach (Fallsbach) |
| ja   | Datei hochladen | Wallfahrerbrunnen HERIS-ID: 92616 Objekt-ID: 107559                                                     | neben Fallsbach 2 Standort KG: Fallsbach   | Der Wallfahrerbrunnen aus der zweiten Hälfte des 17. Jahrhunderts befindet sich südlich neben der Wallfahrtskirche. Es handelt sich um einen Schöpfbrunnen mit zylindrischem Becken aus Sandstein, schmiedeeiserner Umfriedung und achtseitig geschwungenem Helmdach aus Blech, der von einer Blechschnittfigur der heiligen Maria bekrönt wird. | BDA-Hist.: Q37760339 Status: § 2a Stand der BDA-Liste: 2025-06-30 Name: Wallfahrerbrunnen GstNr.: 403 Wallfahrtskirche Maria Fallsbach (Fallsbach)                                |
| ja   | Datei hochladen | Wallfahrtskirche hl. Peter HERIS-ID: 52241 Objekt-ID: 58833                                             | Liedering Standort KG: Fallsbach           | Die Filialkirche St. Peter ist ein kleiner barocker Kuppelbau über längsovalem Grundriss am Ostabhang des Irrachberges. Die urkundlich 1517 genannte Kirche wurde zwischen 1729 und 1731 neu errichtet. | BDA-Hist.: Q38050129 Status: § 2a Stand der BDA-Liste: 2025-06-30 Name: Wallfahrtskirche hl. Peter GstNr.: .119 St. Peter (Liedering)                                             |
| ja   | Datei hochladen | Schlossanlage Irnharting HERIS-ID: 87974seit 2025                                                       | Schlossweg 1 Standort KG: Irnharting       | → Hauptartikel : Schloss Irnharting f1 | BDA-Hist.: Q135167873 Status: Bescheid Stand der BDA-Liste: 2025-06-30 Name: Schlossanlage Irnharting GstNr.: .1, .2, 29, 71 Schloss Irnharting                                   |
| ja   | Datei hochladen | Herrenhaus Schloss Irnharting samt Inventar HERIS-ID: 260387seit 2025                                   | Schlossweg 1 Standort KG: Irnharting       | → Hauptartikel : Schloss Irnharting f1 | BDA-Hist.: Q135167791 Status: Bescheid Stand der BDA-Liste: 2025-06-30 Name: Herrenhaus Schloss Irnharting samt Inventar GstNr.: .2 Schloss Irnharting                            |
|      | Datei hochladen | Figurenbildstock hl. Johannes Nepomuk Schloss Irnharting HERIS-ID: 99949seit 2025                       | bei Schlossweg 1 KG: Irnharting GstNr.: 29 | | BDA-Hist.: Q135167763 Status: Bescheid Stand der BDA-Liste: 2025-06-30 Name: Figurenbildstock hl. Johannes Nepomuk Schloss Irnharting                                             |
|      | Datei hochladen | Brunnen Schloss Irnharting HERIS-ID: 260388seit 2025                                                    | bei Schlossweg 1 KG: Irnharting GstNr.: .1 | | BDA-Hist.: Q135167692 Status: Bescheid Stand der BDA-Liste: 2025-06-30 Name: Brunnen Schloss Irnharting                                                                           |
| BW   | Datei hochladen | Mausoleum der Familie Uitz HERIS-ID: 99947seit 2025                                                     | Standort KG: Irnharting                    | | BDA-Hist.: Q135168571 Status: Bescheid Stand der BDA-Liste: 2025-06-30 Name: Mausoleum der Familie Uitz GstNr.: 71                                                                |
| ja   | Datei hochladen | Ehem. Pfarrhof HERIS-ID: 37946 Objekt-ID: 37379                                                         | Wallnstorf 1 Standort KG: Irnharting       | Der zweigeschoßige, vierseitige Pfarrhof wurde mehrmals verändert und 1956 vom Pfarrhof in einen Bauernhof und 1994 in ein Wohnhaus umgewidmet. | BDA-Hist.: Q37978129 Status: Bescheid Stand der BDA-Liste: 2025-06-30 Name: Ehem. Pfarrhof GstNr.: 2331                                                                           |
| ja   | Datei hochladen | Kath. Pfarrkirche hl. Martin mit Friedhof HERIS-ID: 52167 Objekt-ID: 58507                              | Kirchengasse 1 Standort KG: Straß          | Der langgestreckte, spätgotische Kirchenbau mit polygonalem Chor und Eingangsturm mit barocker Doppelzwiebelhaube wurde im 19. Jahrhundert durch Anbauten erweitert. | BDA-Hist.: Q26214997 Status: § 2a Stand der BDA-Liste: 2025-06-30 Name: Kath. Pfarrkirche hl. Martin mit Friedhof GstNr.: .74, 909 Pfarrkirche hl. Martin, Gunskirchen            |
| ja   | Datei hochladen | Ehem. Bauernhof Paschlberger, heute Altersheim (südlicher Objektteil) HERIS-ID: 87951 Objekt-ID: 102448 | Welser Straße 7 Standort KG: Straß         | Der zweigeschoßige, als Einspringer ausgeführte Dreiseithof wurde im 18. Jahrhundert urkundlich genannt, wobei der secessionistische Fassadendekor mit barockisierenden Elementen aus der Zeit um 1900 stammt. | BDA-Hist.: Q37723137 Status: § 2a Stand der BDA-Liste: 2025-06-30 Name: Ehem. Bauernhof Paschlberger, heute Altersheim (südlicher Objektteil) GstNr.: 906/1                       |